# Necrophagia
Necrophagia är ett amerikanskt death metal-band, bildat 1983 av Frank Pucci (känd som "Killjoy"). Bandet splittrades 1987, men återförenades 1998. Killjoy avled mars 2018 och bandet bandet splittrades åter.

## Medlemmar
Senaste medlemmar
- Frank "Killjoy" Pucci – sång (1983–1987, 1998–2018; död 2018)
- Shawn Slusarek – trummor (2010–2018)
- Serge Streltsov – gitarr (2016–2018)
- Jake Arnette – basgitarr (2016–2018)

Tidigare medlemmar
- Bill James – basgitarr (1984–1987)
- Joe Blazer – trummor (1984–1987)
- Larry "Madthrash" Madison – gitarr (1984–1987)
- Dustin Havnen – basgitarr (1997–2001)
- Wayne "Doobie" Fabra – trummor (1997–2001)
- Anton Crowley (Phil Anselmo) – gitarr (1997–2001)
- Jared Faulk – basgitarr (2001)
- Opal Enthroned – keyboard, (2001, 2008–2011)
- Iscariah (Stian Smørholm) – basgitarr (2002–2010)
- Titta Tani – trummor (2002–2010)
- Frediablo (Fred Prytz) – gitarr (2002–2005)
- Fug (Knut Vegar Prytz) – gitarr (2002–2010)
- Mirai Kawashima – keyboard (2002–2008, 2014–2015)
- Undead Torment – gitarr (2006–2011)
- Damien Matthews – basgitarr (2010–2016)
- Boris Randall – gitarr (2010–2011)
- Abigail Lee Nero – gitarr (2011–2014)
- Scrimm – gitarr (2012–2016)
- Steve Lehocky – gitarr (2015–2016)

Turnerande medlemmar
- Kathryn Flesher – basgitarr (2015–2016)

## Diskografi
Demo
- 1984 – Death Is Fun
- 1984 – Rise from the Crypt
- 1985 – Autopsy on the Living Dead
- 1985 – The Hallow's Evil (Rehearsal)
- 1986 – Power Through Darkness
- 1986 – Nightmare Continues

Studioalbum
- 1987 – Season of the Dead
- 1990 – Ready for Death
- 1998 – Holocausto de la Morte
- 2003 – The Divine Art of Torture
- 2005 – Harvest Ritual Vol. 1
- 2011 – Deathtrip 69
- 2014 – WhiteWorm Cathedral

Livealbum
- 2006 – Slit Wrists and Casket Rot

EP
- 1999 – Black Blood Vomitorium
- 2001 – Cannibal Holocaust
- 2004 – Goblins Be Thine

Singlar
- 2013 – "The Wicked"

Samlingsalbum
- 1995 – Death Is Fun
- 2000 – A Legacy of Horror, Gore and Sickness
- 2007 – 1983~1987 / 1994~1998 (3CD box)
- 2019 – Power Through Darkness: The Demos
- 2019 – Here Lies Necrophagia: 35 Years of Death Metal

Video
- 2005 – Necrotorture / Sickcess (DVD)

Annat
- 2001 – "Reverse Voices of the Dead" / "Devil Eyes" (delad 7" vinyl-singel med Antaeus)